# 680
680 (DCLXXX) var ett skottår som började en söndag i den julianska kalendern.

## Händelser

### Okänt datum
- Bulgarerna segrar över Bysantinska riket i slaget vid Ongal och kan därmed erövra den bysantinska provinsen och bilda det första bulgariska riket.
- Tredje konciliet i Konstantinopel börjar.

## Födda
- Genshō, 44:e kejsarinnan (monarken) av Japan (död 748).
- Klodvig IV, kung av Frankerriket 691–695 (född detta år eller 682).
- Leo III, bysantinsk kejsare (född omkring detta år; avliden 741).

## Avlidna
- 30 januari – Sankta Balthild, frankisk drottning och helgon, Klodvig II:s gemål (född cirka 630).
- 18 april – Muawiya I, kalif av Umayyaden-dynastin (född 603).
- 10 oktober – Husayn ibn Ali, profeten Muhammeds dotterson (född 627).
- Oktober – Wamba, kung över västgoterna.
- 17 november – Hilda av Whitby, helgon, abbedissa och klostergrundare (född 614).
- Theodo I, hertig av Bayern (född före 630; avliden omkring detta år).
- Bhaskara I, indisk matematiker och astronom (född omkring 600; avliden omkring detta år).